# Tahnee Seagrave
Tahnee Seagrave (ur. 15 czerwca 1995 w Londynie) – brytyjska kolarka górska, trzykrotna medalistka mistrzostw świata.

## Kariera
Pierwszy sukces w karierze Tahnee Seagrave osiągnęła w 2012 roku, kiedy zdobyła srebrny medal w kategorii juniorek podczas mistrzostw świata w Leogang. Na rozgrywanych rok później mistrzostwach świata w Pietermaritzburgu w tej samej kategorii wiekowej zdobyła złoty medal. W klasyfikacji końcowej sezonu 2014 Pucharu Świata zajęła piąte miejsce. W sześciu z siedmiu zawodów plasowała się w czołowej dziesiątce, ale nie stanęła na podium.